# Casino Afifense
A Sociedade de Educação e Recreio Casino Afifense DmB é uma associação cultural e social localizada em Afife vocacionada para:
- o fomento da Educação, Cultura e Recreio dos sócios e seus familiares;
- a defesa da freguesia de agressões de qualquer natureza;
- a divulgação das potencialidades de Afife, das suas tradições, trajes, danças, cantares e beleza natural;
- o apoio a iniciativas culturais e lúdicas;
- a realização de exposições diversas (por exemplo, artesanato);
- o ensaio e encenação de peças teatrais.

A Associação Casino Afifense nasceu da fusão da Sociedade Recreativa Afifense com o Clube Afifense, a primeira constituída em 1885 por Jerónimo Enes Meira, António de Azevedo Ramos Paz e Domingos Afonso da Silva e a segunda em 1899 pelo Dr. Luís Inocêncio Ramos Pereira, Egas da Silva Moreira e Jaime Ramos Moreira. No entanto, para todos os efeitos, a data oficial da fundação é a mais antiga, ou seja 15 de Fevereiro de 1885. A constituição da Associação Casino Afifense foi realizada a 13 de Julho de 1930 por Simão Pinto Moreira, Bonifácio Gonçalves Meira, Roberto Lucas de Freitas, Augusto Alves Nogueira e Graciliano Azevedo Bandeira.
Actualmente, é considerada Instituição de Utilidade Pública, e foi condecorada com o grau de Dama da Ordem de Benemerência a 11 de Julho de 1960.
Em 25 de abril de 2021, foi inaugurada a requalificação do edifício promovida pela Câmara de Viana do Castelo, que incluiu uma intervenção relacionada com a substituição da parte elétrica do edifício, com especial incidência para a área de palco. Foi criada uma teia falsa na parte cénica do palco e instalado um sistema de videoprojeção, tendo ainda sido substituída toda a panaria. A obra permitiu a recuperação do camarim para materiais adequados e funcionais.